# Museu de la Casa de Rembrandt
La casa de Rembrandt (Rembrandthuis) és un museu a Amsterdam on s'exposen dibuixos i altres obres del pintor Rembrandt i que inclou l'habitatge on vivia i el seu taller.

## La conversió a museu
El 28 de març de 1907 la fundació Rembrandthuis, una iniciativa del pintor Josef Israëls, va adquirir l'immoble. En la mateixa data de l'any 2007 es va celebrar el centenari. Després d'aquella adquisició es va emprendre una restauració fins a convertir la casa en el museu Rembrandthuis a 1911.
El museu posseeix 260 dels més o menys 290 dibuixos del pintor. En els anys 90 del segle xx es va construir un nou edifici a l'esquerra del museu on es troba la gran col·lecció de dibuixos i altres obres gràfiques del pintor. En la pròpia casa de Rembrandt s'ha reconstruït l'habitatge i el taller de l'artista que ofereixen una visió sobre la vida quotidiana del pintor i del segle xvii a Amsterdam.